# Archivace dat
Archivace dat je proces, který slouží k dlouhodobému uchování dat, přičemž data jsou obvykle vhodně zabalena v archivu tak, aby byla uchována bez poškození.